# Walter Stettner Ritter von Grabenhofen

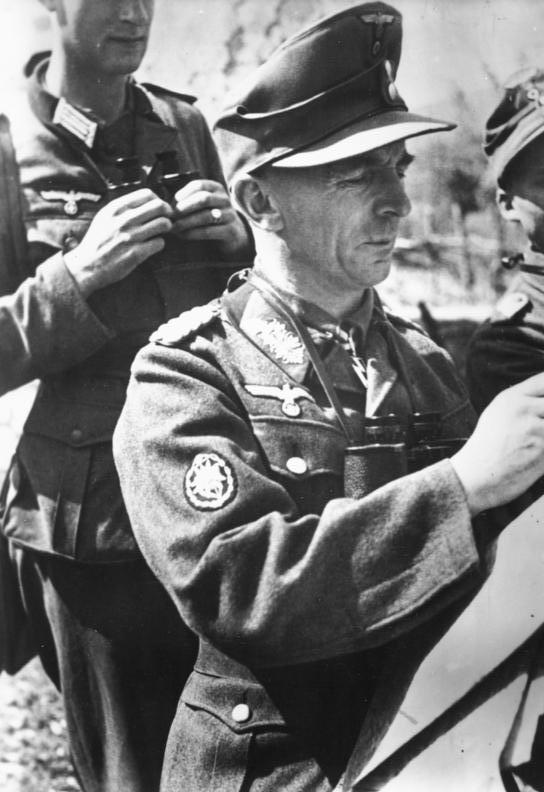
Walter Stettner Ritter von Grabenhofen, Montenegro im Juni 1943

Walter Karl Hugo Stettner Ritter von Grabenhofen (* 19. März 1895 in München; † 18. Oktober 1944 bei Belgrad) war ein deutscher Offizier, zuletzt Generalleutnant der Gebirgstruppe im Zweiten Weltkrieg.

## Abstammung und Familie
Stettner wurde als Sohn des Hans Friedrich Heinrich Richard Stettner Ritter von Grabenhofen und seiner Ehefrau geboren. Die Familie stammt aus einer alten reichsadligen Familie, der Kaiser Leopold I. im Jahr 1670 den Reichsritterstand erneut bestätigte und die 1842 in die Königlich Bayerischen Adelsmatrikel aufgenommen wurde.
Am 17. Januar 1925 heiratete er in Waffenbrunn Amanda Walburga von Paur, die Tochter des Joseph Carl von Paur, Rittergutsbesitzer zu Waffenbrunn. Aus dieser Ehe gingen ein Sohn und zwei Töchter hervor.
Stettner war mit dem späteren Generalmajor Alexander Conrady verschwägert.

## Militärische Laufbahn

### Bayerische Armee
Nach dem kurzzeitigen Besuch des Münchener Luitpold-Gymnasiums wechselte Stettner 1908 ins Bayerische Kadettenkorps. Im August 1914 trat er als Fähnrich ins Königlich Bayerische Infanterie-Leibregiment ein. Mit seiner Einheit, die zur 1. Königlich Bayerischen Division gehörte, zog Stettner in den Krieg. Im März 1915 wurde er zum Leutnant ohne Patent befördert. Kurz darauf wurde seine Einheit in das neu gegründeten Deutsche Alpenkorps eingegliedert.
Mit seinem Regiment nahm Stettner an Stellungskämpfen an der Somme und im Oberelsass an Kämpfen in den Dolomiten, an den Schlachten in der Champagne und um Verdun, an der Zwölften Isonzoschlacht und den anschließenden Verfolgungskämpfen der geschlagenen Italiener bis in die Tiefebene teil. Nach dem Einsatz in Lothringen, in den Schlachten bei Armentières, Roye und Lassigny, Nesle und Noyon und an der Somme wurde er in Rumänien bei den verlustreichen Kämpfen in der Region Moldau eingesetzt und nahm an der Schlacht von Mărășești teil.
Bei Kriegsende befanden sich Stettners Einheiten in Rückzugsgefechte in Serbien verwickelt. Nach seiner Rückkehr wurde er an die Offiziersschule in München kommandiert.
Beförderungen
- 1915 Leutnant
- 1925 Oberleutnant
- 1930 Hauptmann
- 1935 Major
- 1938 Oberstleutnant
- 1941 Oberst
- 1943 Generalmajor
- 1943 Generalleutnant

### Weimarer Republik
Im Februar 1919 war Stettner als Mitglied des Freikorps Epp an der Niederschlagung der Münchner Räterepublik beteiligt. Da die Mitglieder des Freikorps in die Reichswehr übernommen wurden, diente Stettner anschließend beim 19. Bayerischen Infanterie-Regiment und bildete als Hilfslehrer Lehrkräfte im Fach Leibeserziehung aus. Anschließend wurde er Waffen- und Sportoffizier seiner Einheit. Nach einer Führergehilfenausbildung beim Wehrkreiskommando VII im Jahr 1924 erhielt Stettner im Folgejahr das Oberleutnantspatent und wurde gleichzeitig in die 13. Gebirgs-Minenwerfer-Kompanie des 19. Bayerischen Infanterie-Regiments versetzt. Zwischen 1925 und 1927 absolvierte er Lehrgänge für Minenwerfer-Offiziere und Hochgebirgs-Pioniere sowie eine Fahr- und Geräteausbildung bei der 7. Bayerischen Fahr-Abteilung. Bereits seit einem Jahr Chef der 16. Kompanie des Regiments, wurde Stettner im Februar 1930 zum Hauptmann befördert. Im Folgejahr übernahm er die Führung der 10. Kompanie.

### Zeit des Nationalsozialismus
1934 leistete Stettner den Führereid auf Adolf Hitler. Im Folgejahr kam er zum Stab der Gebirgs-Brigade, aus der später die 1. Gebirgs-Division hervorging. Nur wenig später erfolgte seine Beförderung zum Major. Im Jahr 1937 erhielt er die Position des Kommandeurs des 1. Bataillon des Gebirgsjäger-Regiments 98, das in Garmisch-Partenkirchen stationiert war. Nach dem „Anschluss Österreichs“ wurde Stettner nach Innsbruck versetzt, wo er die Führung des 1. Bataillons des aus dem Tiroler Jäger-Regiment neu zu erstellenden Gebirgsjäger-Regiments 136 der 2. Gebirgs-Division des Generalmajors Valentin Feurstein übernahm. Da er die Eingliederung der österreichischen Soldaten in die Wehrmacht problemlos gemeistert hatte, wurde er zum Oberstleutnant ernannt. Mit dem Gebirgsjäger-Regiment 136 nahm Stettner zunächst am deutschen Überfall auf Polen und später an der Besetzung Norwegens teil.
In Norwegen übernahm er im August 1940 die Führung des Gebirgsjäger-Regiments 99. Er gab diese jedoch kurzfristig wieder ab, als er zum Kommandeur des Gebirgsjäger-Regiments 91 der neu gebildeten 4. Gebirgsdivision unter Generalmajor Karl Eglseer berufen wurde. Mit diesem Regiment kam Stettner in Rumänien und Jugoslawien zum Einsatz. Nach der Einnahme von Belgrad wurde das Regiment in die Slowakei verlegt. Über Lemberg drang die Einheit in die Sowjetunion ein und stieß nach zum Teil verlustreichen Kämpfen in Winniza, Uman und Stalino bis Ende 1942 in den Kaukasus vor.
Stettner, der bereits im August 1941 zum Oberst ernannt worden war, löste im März 1943 Generalleutnant Hubert Lanz als Kommandeur der 1. Gebirgs-Division ab. Ihm fiel die Aufgabe zu, den Rückzug aus der Sowjetunion durchzuführen. Nach Kämpfen mit Partisanen ließ er in den Dörfern alle Männer im Alter von 16 bis 50 Jahren verhaften und Zwangsarbeit beim Stellungsbau leisten. Stettner, der auch gegenüber seinen eigenen Soldaten gnadenlos war, wies ausdrücklich darauf hin, dass Zivilisten wie Rotarmisten zu behandeln seien.
Es gelang Stettner, der als guter Taktiker bekannt war, die 1. Gebirgs-Division trotz des fortschreitenden Tauwetters vom Kaukasus in den Kuban-Brückenkopf zurückzuführen und die überlegenen sowjetischen Truppen in die Sümpfe am Südufer des Asowschen Meeres zu drängen. Die Verluste waren auf beiden Seiten sehr hoch. Stettner erhielt für seine Leistung das Ritterkreuz unter gleichzeitiger Beförderung zum Generalmajor.
Von Bulgarien aus wurde Stettner mit der 1. Gebirgs-Division im April 1943 zum Einsatz gegen Titopartisanen nach Nordalbanien und Montenegro beordert. Drei Monate später in der Region Epirus an die albanisch-griechische Grenze verlegt, sollte die Division eine erwartete Invasion der Alliierten abwehren. Stattdessen wurden einzelne Truppenteile im Kampf gegen Partisanen eingesetzt. Das Oberkommando der Wehrmacht hatte vor der Besetzung Quoten festgesetzt, welche Anzahl von Geiseln für einen getöteten Soldaten zu erschießen sei. Nachdem Stettner diese Vorgaben unhinterfragt umsetzen ließ, kam es zu mehreren Auseinandersetzungen mit seinem Vorgesetzten Lanz, mit dem Stettner immer wieder Meinungsverschiedenheiten hatte. Divisionsangehörige gingen auch ansonsten rücksichtslos gegen Zivilisten vor. Stettner gab den Befehl aus, die männliche Bevölkerung, soweit sie der Zusammenarbeit mit Partisanen auch nur verdächtig war, zu erschießen. Darüber hinaus verübten einzelne Truppenteile Massaker an der Zivilbevölkerung, beispielsweise in Kommeno, ohne dafür von Stettner zur Rechenschaft gezogen zu werden. Nach Kriegsende wurden Stettner und andere wegen des Massakers von Kommeno von der Alliierten Kommission für Kriegsverbrechen in London in eine Fahndungsliste für Kriegsverbrecher aufgenommen. Das eingeleitete Verfahren wurde jedoch eingestellt, da Stettner vermisst wurde und für tot erklärt worden war.
Nach dem Waffenstillstand Italiens mit den Alliierten besetzten Teile der 1. Gebirgs-Division im September 1943 die bis dahin von italienischen Truppen gesicherte griechische Insel Kefalonia. Das Oberkommando der Wehrmacht befahl, keine italienischen Gefangenen zu machen. Als Kommandeur der 1. Gebirgs-Division trug Stettner die Verantwortung dafür, dass durch Soldaten der Division mehrere Tausend italienische Soldaten und ihre Offiziere entwaffnet und im Massaker auf Kefalonia erschossen wurden. Diese Vorgehensweise widersprach eklatant dem Genfer Abkommen über die Behandlung der Kriegsgefangenen.
Ab Januar 1944 wurde die Division Stettners, der im November 1943 zum Generalleutnant befördert worden war, erneut zur Partisanenbekämpfung in Bosnien und Kroatien eingesetzt. Nach der Besetzung Ungarns im März 1944 wurde sie nach Serbien verlegt. Im September 1944 stand die 1. Gebirgs-Division weit auseinandergezogen an der jugoslawisch-bulgarischen Grenze in schweren Abwehrkämpfen. Auf dem Rückzug vor der sowjetischen Übermacht wurde die Division im Oktober in den Raum südlich von Belgrad zurückgenommen. Am 17. Oktober 1944 musste Stettner, im Widerspruch zu seinen Weisungen,  den beabsichtigten Durchstoß auf Belgrad aufgeben. Er entschloss sich zum Durchbruch nach Westen, um eine drohende Einkesselung zu vermeiden. Sämtliche Waffen, die nicht mitgenommen werden konnten, sollten vernichtet werden. Nicht gehfähige Verwundete sollten in der Obhut von Sanitätskräften zurückgelassen werden. Am 19. Oktober 1944 wurde die Division jedoch erneut eingeschlossen. 5000 Gebirgsjäger blieben im Kessel südlich von Belgrad zurück, darunter auch Stettner. Er wird seit dem 18. Oktober 1944 am Berg Avala bei Belgrad vermisst.

## Orden und Ehrenzeichen
- 23. September 1915 Österreichisches Militärverdienstkreuz III. Klasse
- 24. Dezember 1915 Eisernes Kreuz II. Klasse
- 11. März 1916 Königlich Bayerischer Militärverdienstorden IV. Klasse mit Schwertern
- 24. Dezember 1916 Eisernes Kreuz I. Klasse
- 11. Juni 1918 Königlich Bayerischer Militärverdienstorden IV. Klasse mit Krone und Schwertern
- 15. Dezember 1918 Verwundetenabzeichen in Schwarz
- 14. Juni 1929 Tiroler Landesdenkmedaille 1914/18
- 22. Februar 1935 Ehrenkreuz des Weltkrieges
- 2. Oktober 1936 Dienstauszeichnung II. Klasse
- 30. November 1936 Deutsches Olympia-Ehrenzeichen II. Klasse
- 8. März 1937 Ungarische Kriegs-Erinnerungs-Medaille
- 10. Mai 1937 Österreichische Kriegs-Erinnerungs-Medaille mit Schwertern
- 12. September 1939 Medaille zur Erinnerung an den 1. Oktober 1938
- 2. Dezember 1939 Eisernes Kreuz II. Klasse – Spange
- 18. Juni 1940 Eisernes Kreuz I. Klasse – Spange
- 25. August 1941 Infanterie-Sturmabzeichen in Silber
- 7. November 1941 Stern von Rumänien mit Schwertern am Band des Ordens der militärischen Tugend III. Klasse
- 1. Februar 1942 Divisions-Nadel 1. Gebirgs-Division
- 2. Januar 1942 Deutsches Kreuz in Gold
- 10. März 1942 Dienstauszeichnung I. Klasse
- 17. März 1942 Königlich Bulgarischer Tapferkeitsorden III. Klasse II. Stufe
- 22. Juni 1942 Stern von Rumänien mit Schwertern am Band des Ordens der militärischen Tugend im Kommandeursrang
- 1. August 1942 Medaille Winterschlacht im Osten 1941/42
- 23. April 1943 Ritterkreuz des Eisernen Kreuzes
- 16. Juni 1943 Ehrenzeichen der Bulgarischen Infanterie[4]
- 7. August 1943 Orden vom Eisernen Dreiblatt I. Klasse